# Seznam nemških računalnikarjev
Seznam nemških računalnikarjev.

## E
- Matthias Ettrich

## H
- Gerhard Hund (1932)

## J
- Sven Jaschan

## O
- Frank Ostrowski

## V
- Tom Vogt

## Z
- Konrad Zuse (1910 - 1995)
- Horst Zuse (1945)